# Wellawaya greeni
Wellawaya greeni är en insektsart som beskrevs av Boris Petrovich Uvarov 1927. Wellawaya greeni ingår i släktet Wellawaya och familjen gräshoppor. Inga underarter finns listade i Catalogue of Life.